# Fernando Meligeni
Fernando Ariel Meligeni (ur. 12 kwietnia 1971 w Buenos Aires) – brazylijski tenisista, reprezentant w Pucharze Davisa, olimpijczyk z Atlanty (1996).

## Kariera tenisowa
Występując jeszcze w gronie juniorów Meligeni wygrał w 1989 roku nieoficjalne mistrzostwa świata, Orange Bowl, a sezon zakończył na 3. pozycji w klasyfikacji singlowej juniorów.
Jako zawodowy tenisista występował w latach 1990–2003.
W grze pojedynczej Brazylijczyk wygrał 3 turnieje rangi ATP World Tour oraz awansował do 3 finałów. W 1999 roku zanotował najlepszy rezultat w historii swoich startów wielkoszlemowych. Doszedł do półfinału Rolanda Garrosa, pokonując m.in. Patricka Raftera, Félixa Mantillę i Àlexa Corretję. Przegrał w czterech setach z Andrijem Medwediewem.
W grze podwójnej Meligeni zwyciężył w 7 imprezach z cyklu ATP World Tour.
W latach 1993–2002 reprezentował Brazylię w Pucharze Davisa, przyczyniając się do awansu do grupy światowej (najwyższej klasy rozgrywkowej) w 1996 roku oraz do osiągnięcia półfinału w 2000 roku.
W 1996 roku wystąpił na igrzyskach olimpijskich w Atlancie, gdzie zajął 4. miejsce. Pokonał m.in. Alberta Costę i Marka Philippoussisa, w półfinale przegrał z Sergim Bruguerą, a w meczu o brązowy medal uległ Leanderowi Paesowi.
W 2003 roku Meligeni zdobył złoty medal w grze pojedynczej na igrzyskach panamerykańskich, po pokonaniu w finale Marcelo Ríosa.
W rankingu singlowym Meligeni najwyżej był na 25. miejscu (11 października 1999), a w klasyfikacji deblowej na 34. pozycji (3 listopada 1997).

### Finały w turniejach ATP World Tour
| Legenda                                      |
| -------------------------------------------- |
| Wielki Szlem                                 |
| Igrzyska olimpijskie                         |
| Tennis Masters Cup / ATP Finals              |
| ATP Masters Series / ATP Tour Masters 1000   |
| ATP International Series Gold / ATP Tour 500 |
| ATP International Series / ATP Tour 250      |

#### Gra pojedyncza (3–3)
| Końcowy wynik | Nr | Data             | Turniej         | Nawierzchnia | Przeciwnik      | Wynik finału     |
| ------------- | -- | ---------------- | --------------- | ------------ | --------------- | ---------------- |
| Finalista     | 1. | 5 marca 1995     | Meksyk          | Ceglana      | Thomas Muster   | 6:7(4), 5:7      |
| Zwycięzca     | 1. | 16 lipca 1995    | Båstad          | Ceglana      | Christian Ruud  | 6:4, 6:4         |
| Zwycięzca     | 2. | 12 maja 1996     | Pinehurst       | Ceglana      | Mats Wilander   | 6:4, 6:2         |
| Zwycięzca     | 3. | 3 maja 1998      | Praga           | Ceglana      | Ctislav Doseděl | 6:1, 6:4         |
| Finalista     | 2. | 16 września 2001 | Costa do Sauípe | Twarda       | Jan Vacek       | 6:2, 6:7(2), 3:6 |
| Finalista     | 3. | 3 marca 2002     | Acapulco        | Ceglana      | Carlos Moyá     | 6:7(4), 6:7(4)   |

#### Gra podwójna (7–0)
| Końcowy wynik | Nr | Data              | Turniej    | Nawierzchnia | Partner         | Przeciwnicy                          | Wynik finału |
| ------------- | -- | ----------------- | ---------- | ------------ | --------------- | ------------------------------------ | ------------ |
| Zwycięzca     | 1. | 10 listopada 1996 | Santiago   | Ceglana      | Gustavo Kuerten | Dinu Pescariu Albert Portas          | 6:2, 6:4     |
| Zwycięzca     | 2. | 13 kwietnia 1997  | Estoril    | Ceglana      | Gustavo Kuerten | Andrea Gaudenzi Filippo Messori      | 6:2, 6:2     |
| Zwycięzca     | 3. | 15 czerwca 1997   | Bolonia    | Ceglana      | Gustavo Kuerten | Dave Randall Jack Waite              | 6:2, 7:5     |
| Zwycięzca     | 4. | 20 lipca 1997     | Stuttgart  | Ceglana      | Gustavo Kuerten | Donald Johnson Francisco Montana     | 6:4, 6:4     |
| Zwycięzca     | 5. | 2 listopada 1997  | Bogota     | Ceglana      | Luis Lobo       | Karim al-Alami Maurice Ruah          | 6:1, 6:3     |
| Zwycięzca     | 6. | 12 lipca 1998     | Gstaad     | Ceglana      | Gustavo Kuerten | Daniel Orsanic Cyril Suk             | 6:4, 7:5     |
| Zwycięzca     | 7. | 28 marca 1999     | Casablanca | Ceglana      | Jaime Oncins    | Massimo Ardinghi Vincenzo Santopadre | 6:2, 6:3     |